# حصاة بن حويل الأمني (القويعية)
حصاة بن حويل الأمني، هي قرية من فئة (ب) تقع في محافظة القويعية، والتابعة لمنطقة الرياض في السعودية. وتبعد حصاة بن حويل الأمني عن محافظة القويعية بمسافة تقارب () كم.